# Bastrop megye
Bastrop megye az Amerikai Egyesült Államokban, azon belül Texas államban található. Megyeszékhelye Bastrop, legnagyobb városa Elgin. Lakosainak száma 97 216 fő (2020. április 1.). Bastrop megye Williamson, Lee, Fayette, Caldwell és Travis megyékkel határos.

## Népesség
A megye népességének változása:
| Lakosok száma | 74 344 | 75 103 | 74 791 | 75 825 | 80 527 | 97 216 |
|               | 2010   | 2011   | 2012   | 2013   | 2015   | 2020   |